# ريد شميت
ريد شميت (بالإنجليزية: Reid Schmitt)‏ (13 سبتمبر 1987 في الولايات المتحدة - ) هو لاعب كرة قدم أمريكي في مركز الدفاع. لعب مع Phoenix FC ‏ ونادي توكسون.

## وصلات خارجية
- ريد شميت على موقع قاعدة بيانات كرة القدم.إي يو (الإنجليزية)
- ريد شميت على موقع Soccerway.com (الإنجليزية)